# Rahul Gandhi
Rahul Gandhi (Nuova Delhi, 19 giugno 1970) è un politico indiano.

## Biografia
Discende dalla famiglia Nehru-Gandhi, una delle famiglie più importanti dell'India: sia suo bisnonno Jawaharlal Nehru, sia sua nonna Indira Gandhi, sia suo padre Rajiv Gandhi hanno ricoperto la carica di primo ministro e sua madre Sonia Gandhi è attualmente presidente del Partito del Congresso indiano. Ha studiato alla St.Columba's School di Delhi, alla Doon School (nello Stato dell'Uttarakhand), al St Stephen's College di Delhi e in diverse università statunitensi e inglesi, a volte sotto falso nome per motivi di sicurezza.
Tornato in India nel 2002, è entrato ufficialmente in politica nel 2004 candidandosi per il Partito del Congresso nello Stato dell'Uttar Pradesh e riuscendo a farsi eleggere anche grazie alla campagna elettorale condotta dalla sorella Priyanka Gandhi, da molti considerata in India più abile e carismatica del fratello. Nel settembre del 2007 Rahul è stato nominato segretario generale dell'All Indian Congress Committee, carica che avrebbe potuto portarlo alla guida del Paese nel caso in cui il Partito del Congresso avesse vinto le ultime elezioni.
Nel marzo 2023 è stato dichiarato decaduto dal seggio parlamentare come effetto di una condanna per diffamazione, ma a seguito di una pronuncia della Corte suprema la Camera il 7 agosto 2023 lo ha reinsediato nel suo seggio.